# Покровская, Татьяна Николаевна
Татья́на Никола́евна Покро́вская (дев. Иванова; род. 5 июня 1950, Архангельск, РСФСР, СССР) — советский и российский тренер, главный тренер сборной России по синхронному плаванию (с 1998 года). Герой Труда Российской Федерации (2014), Заслуженный работник физической культуры Российской Федерации (2017), Заслуженный тренер России.
Вице-президент Федерации синхронного плавания России. Мастер спорта СССР по художественной гимнастике.

## Биография

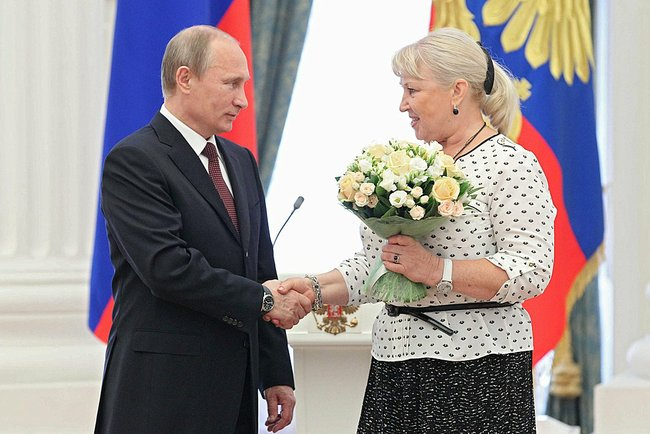
Вручение ордена Александра Невского Татьяне Покровской 3 июля 2013 года.

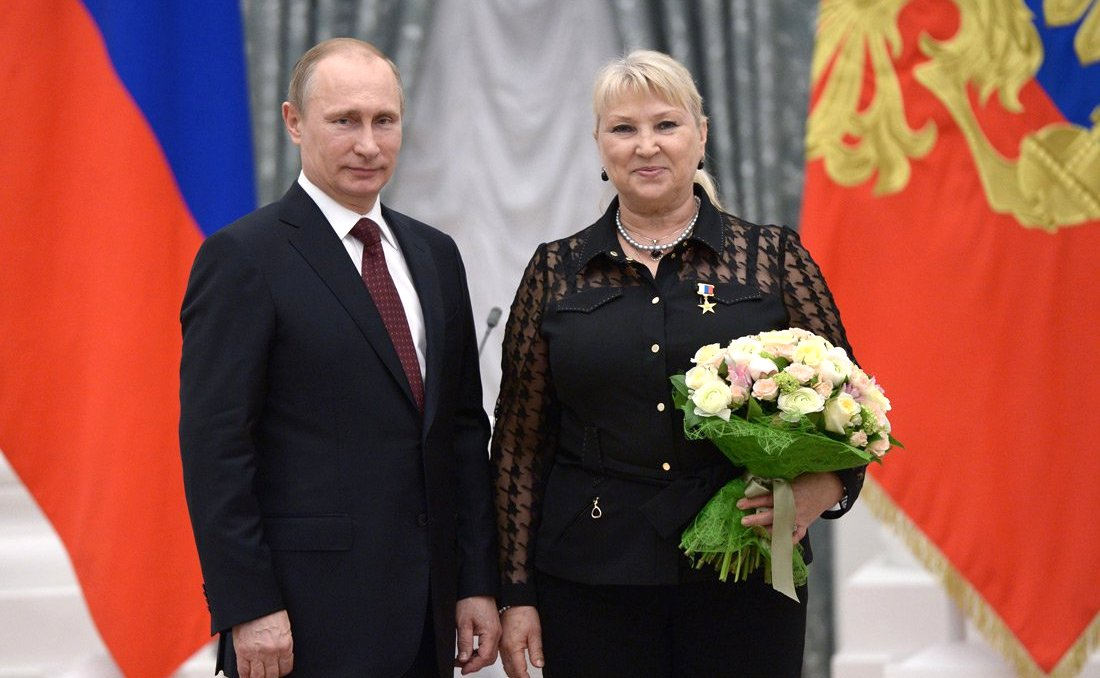
Москва, Кремль. 1 мая 2014 года. Татьяна Покровская и Президент России Владимир Путин на церемонии награждения Героев Труда Российской Федерации.

Родилась 5 июня 1950 года в Архангельске. В 1959 году вместе с семьёй переехала в Магнитогорск. В юности занималась художественной гимнастикой и после школы поступила в ГЦОЛИФК, который окончила в 1971 году с красным дипломом.
В 1973 году стала работать тренером по художественной гимнастике в спортивном клубе «Кристалл» в Электростали (Московская область). В 1981 году после закрытия гимнастической секции по предложению председателя спортклуба Олега Березовского перешла в синхронное плавание.
В 1980-х годах подготовила в Электростали несколько синхронисток сборной СССР в том числе победительницу соревнований на Кубок Европы Ольгу Белую, призёра чемпионата Европы Ирину Жукову и чемпионку Европы Веру Артёмову.
В 1992 году была главным тренером Объединённой команды по синхронному плаванию на Олимпийских играх в Барселоне. В дальнейшем на четыре года уезжала работать в Испанию, а затем на полтора года в Бразилию, после чего вернулась в Россию.
С 1998 года возглавляет тренерский штаб сборной России по синхронному плаванию, которая под её руководством завоевала все золотые медали на 6 Олимпийских играх (Сидней-2000, Афины-2004, Пекин-2008, Лондон-2012, Рио-де-Жанейро-2016 и Токио-2020), а также многочисленные награды на чемпионатах мира и Европы, этапах Кубка мира и иных соревнованиях.
Результаты сборной России под руководством Т. Н. Покровской:
| Год  | Турнир           | Место проведения | Дисциплина | Медали           |
| ---- | ---------------- | ---------------- | ---------- | ---------------- |
| 1998 | Чемпионат мира   | Перт             | соло       | Золото           |
| 1998 | Чемпионат мира   | Перт             | дуэт       | Золото           |
| 1998 | Чемпионат мира   | Перт             | группа     | Золото           |
| 1998 | Игры доброй воли | Нью-Йорк         | дуэт       | Золото           |
| 1998 | Игры доброй воли | Нью-Йорк         | группа     | Золото           |
| 1999 | Чемпионат Европы | Стамбул          | соло       | Золото           |
| 1999 | Чемпионат Европы | Стамбул          | дуэт       | Золото           |
| 1999 | Чемпионат Европы | Стамбул          | группа     | Золото           |
| 1999 | Кубок мира       | Сеул             | соло       | Золото           |
| 1999 | Кубок мира       | Сеул             | дуэт       | Золото · Бронза  |
| 1999 | Кубок мира       | Сеул             | группа     | Золото           |
| 2000 | Чемпионат Европы | Хельсинки        | соло       | Золото           |
| 2000 | Чемпионат Европы | Хельсинки        | группа     | Золото           |
| 2000 | Олимпийские игры | Сидней           | дуэт       | Золото           |
| 2000 | Олимпийские игры | Сидней           | группа     | Золото           |
| 2001 | Чемпионат мира   | Фукуока          | соло       | Золото           |
| 2001 | Чемпионат мира   | Фукуока          | дуэт       | Серебро          |
| 2001 | Чемпионат мира   | Фукуока          | группа     | Золото           |
| 2002 | Чемпионат Европы | Берлин           | соло       | Серебро          |
| 2002 | Чемпионат Европы | Берлин           | дуэт       | Золото           |
| 2002 | Чемпионат Европы | Берлин           | группа     | Золото           |
| 2002 | Кубок мира       | Цюрих            | соло       | Бронза           |
| 2002 | Кубок мира       | Цюрих            | дуэт       | Золото           |
| 2002 | Кубок мира       | Цюрих            | группа     | Золото           |
| 2003 | Чемпионат мира   | Барселона        | соло       | Серебро          |
| 2003 | Чемпионат мира   | Барселона        | дуэт       | Золото           |
| 2003 | Чемпионат мира   | Барселона        | группа     | Золото           |
| 2004 | Чемпионат Европы | Мадрид           | соло       | Серебро          |
| 2004 | Чемпионат Европы | Мадрид           | дуэт       | Золото           |
| 2004 | Чемпионат Европы | Мадрид           | группа     | Золото           |
| 2004 | Олимпийские игры | Афины            | дуэт       | Золото           |
| 2004 | Олимпийские игры | Афины            | группа     | Золото           |
| 2005 | Чемпионат мира   | Монреаль         | соло       | Серебро          |
| 2005 | Чемпионат мира   | Монреаль         | дуэт       | Золото           |
| 2005 | Чемпионат мира   | Монреаль         | группа     | Золото           |
| 2005 | Чемпионат мира   | Монреаль         | комбинация | Золото           |
| 2006 | Чемпионат Европы | Будапешт         | соло       | Золото           |
| 2006 | Чемпионат Европы | Будапешт         | дуэт       | Золото           |
| 2006 | Чемпионат Европы | Будапешт         | группа     | Золото           |
| 2006 | Чемпионат Европы | Будапешт         | комбинация | Золото           |
| 2006 | Кубок мира       | Иокогама         | соло       | Золото           |
| 2006 | Кубок мира       | Иокогама         | дуэт       | Золото           |
| 2006 | Кубок мира       | Иокогама         | группа     | Золото           |
| 2006 | Кубок мира       | Иокогама         | комбинация | Золото           |
| 2007 | Чемпионат мира   | Мельбурн         | соло       | Золото · Серебро |
| 2007 | Чемпионат мира   | Мельбурн         | дуэт       | Золото · Золото  |
| 2007 | Чемпионат мира   | Мельбурн         | группа     | Золото · Золото  |
| 2007 | Чемпионат мира   | Мельбурн         | комбинация | Золото           |
| 2008 | Чемпионат Европы | Эйндховен        | соло       | Серебро          |
| 2008 | Олимпийские игры | Пекин            | дуэт       | Золото           |
| 2008 | Олимпийские игры | Пекин            | группа     | Золото           |
| 2009 | Чемпионат мира   | Рим              | соло       | Золото · Золото  |
| 2009 | Чемпионат мира   | Рим              | дуэт       | Золото · Золото  |
| 2009 | Чемпионат мира   | Рим              | группа     | Золото · Золото  |
| 2010 | Чемпионат Европы | Будапешт         | соло       | Золото           |
| 2010 | Чемпионат Европы | Будапешт         | дуэт       | Золото           |
| 2010 | Чемпионат Европы | Будапешт         | группа     | Золото           |
| 2010 | Чемпионат Европы | Будапешт         | комбинация | Золото           |
| 2010 | Кубок мира       | Чаншу            | соло       | Золото           |
| 2010 | Кубок мира       | Чаншу            | группа     | Золото           |
| 2010 | Кубок мира       | Чаншу            | комбинация | Золото           |
| 2011 | Чемпионат мира   | Шанхай           | соло       | Золото · Золото  |
| 2011 | Чемпионат мира   | Шанхай           | дуэт       | Золото · Золото  |
| 2011 | Чемпионат мира   | Шанхай           | группа     | Золото · Золото  |
| 2011 | Чемпионат мира   | Шанхай           | комбинация | Золото           |
| 2012 | Чемпионат Европы | Эйндховен        | соло       | Золото           |
| 2012 | Чемпионат Европы | Эйндховен        | дуэт       | Золото           |
| 2012 | Олимпийские игры | Лондон           | дуэт       | Золото           |
| 2012 | Олимпийские игры | Лондон           | группа     | Золото           |
| 2013 | Универсиада      | Казань           | соло       | Золото           |
| 2013 | Универсиада      | Казань           | дуэт       | Золото           |
| 2013 | Универсиада      | Казань           | группа     | Золото           |
| 2013 | Универсиада      | Казань           | комбинация | Золото           |
| 2013 | Чемпионат мира   | Барселона        | соло       | Золото · Золото  |
| 2013 | Чемпионат мира   | Барселона        | дуэт       | Золото · Золото  |
| 2013 | Чемпионат мира   | Барселона        | группа     | Золото · Золото  |
| 2013 | Чемпионат мира   | Барселона        | комбинация | Золото           |
| 2014 | Чемпионат Европы | Берлин           | соло       | Золото           |
| 2014 | Чемпионат Европы | Берлин           | дуэт       | Золото           |
| 2014 | Чемпионат Европы | Берлин           | группа     | Золото           |
| 2015 | Чемпионат мира   | Казань           | соло       | Золото · Золото  |
| 2015 | Чемпионат мира   | Казань           | дуэт       | Золото · Золото  |
| 2015 | Чемпионат мира   | Казань           | микст-дуэт | Серебро · Золото |
| 2015 | Чемпионат мира   | Казань           | группа     | Золото · Золото  |
| 2015 | Чемпионат мира   | Казань           | комбинация | Золото           |
| 2016 | Чемпионат Европы | Лондон           | соло       | Золото · Золото  |
| 2016 | Чемпионат Европы | Лондон           | дуэт       | Золото · Золото  |
| 2016 | Чемпионат Европы | Лондон           | микст-дуэт | Золото · Золото  |
| 2016 | Чемпионат Европы | Лондон           | группа     | Золото           |
| 2016 | Чемпионат Европы | Лондон           | комбинация | Золото           |
| 2016 | Олимпийские игры | Рио-де-Жанейро   | дуэт       | Золото           |
| 2016 | Олимпийские игры | Рио-де-Жанейро   | группа     | Золото           |
| 2017 | Чемпионат мира   | Будапешт         | соло       | Золото · Золото  |
| 2017 | Чемпионат мира   | Будапешт         | дуэт       | Золото · Золото  |
| 2017 | Чемпионат мира   | Будапешт         | микст-дуэт | Серебро · Золото |
| 2017 | Чемпионат мира   | Будапешт         | группа     | Золото · Золото  |
| 2018 | Чемпионат Европы | Глазго           | соло       | Золото · Золото  |
| 2018 | Чемпионат Европы | Глазго           | дуэт       | Золото · Золото  |
| 2018 | Чемпионат Европы | Глазго           | микст-дуэт | Золото · Золото  |
| 2018 | Чемпионат Европы | Глазго           | группа     | Золото · Золото  |
| 2019 | Чемпионат мира   | Кванджу          | соло       | Золото · Золото  |
| 2019 | Чемпионат мира   | Кванджу          | дуэт       | Золото · Золото  |
| 2019 | Чемпионат мира   | Кванджу          | микст-дуэт | Золото · Золото  |
| 2019 | Чемпионат мира   | Кванджу          | группа     | Золото · Золото  |
| 2019 | Чемпионат мира   | Кванджу          | комбинация | Золото           |
| 2021 | Чемпионат Европы | Будапешт         | соло       | Золото           |
| 2021 | Чемпионат Европы | Будапешт         | дуэт       | Золото · Золото  |
| 2021 | Чемпионат Европы | Будапешт         | микст-дуэт | Золото · Золото  |
| 2021 | Чемпионат Европы | Будапешт         | группа     | Золото           |
| 2021 | Олимпийские игры | Токио            | дуэт       | Золото           |
| 2021 | Олимпийские игры | Токио            | группа     | Золото           |

## Личная жизнь
Вдова. Муж умер в 2015 году. Есть дочь Екатерина (род. 1972), которая после замужества живёт в Бразилии. Старшая внучка умерла в возрасте 15 лет от онкологического заболевания. Двое младших внуков живут с родителями в Бразилии.
Домашний питомец йорк по кличке Даниил присутствовал на тренировках сборной России и со временем стал её талисманом. В 2016 году он умер в возрасте 14 лет.

## Общественная позиция
В 2024 году являлась доверенным лицом кандидата в президенты России Владимира Путина.

## Государственные награды
- Герой Труда Российской Федерации (20 апреля 2014 года) — за особые трудовые заслуги перед государством и народом[9]
- Орден «За заслуги перед Отечеством» II степени (24 июня 2025 года) — за большой вклад в развитие физической культуры и спорта, многолетнюю добросовестную работу[10]
- Орден «За заслуги перед Отечеством» III степени (1 июля 2022 года) — за обеспечение успешной подготовки спортсменов, добившихся высоких спортивных достижений на Играх XXXII Олимпиады и XVI Паралимпийских летних играх 2020 года в городе Токио (Япония) [11]
- Орден «За заслуги перед Отечеством» IV степени (4 ноября 2005 года) — за большой вклад в развитие физической культуры и спорта, высокие спортивные достижения на Играх XXVIII Олимпиады 2004 года в Афинах[12]
- Орден Александра Невского (12 апреля 2013 года) — за успешную подготовку спортсменов, добившихся высоких спортивных достижений на Играх XXX Олимпиады 2012 года в городе Лондоне (Великобритания)[13]
- Орден Почёта (19 апреля 2001 года) — за большой вклад в развитие физической культуры и спорта, высокие спортивные достижения на Играх XXVII Олимпиады 2000 года в Сиднее[14]
- Орден Дружбы (15 января 2010 года) — за успешную подготовку спортсменов, добившихся высоких спортивных достижений на Играх XXIX Олимпиады в Пекине[15]
- Орден «Дуслык» (13 августа 2025 года, Татарстан) — за плодотворное сотрудничество с Республикой Татарстан и значительный вклад в достижение спортсменами высоких результатов[16]
- Почётное звание «Заслуженный работник физической культуры Российской Федерации» (18 мая 2017 года) — за успешную подготовку спортсменов, добившихся высоких спортивных достижений на Играх XXXI Олимпиады  2016 года в городе Рио-де-Жанейро (Бразилия)[17]
- Почётная грамота Президента Российской Федерации (23 января 2014 года) — за заслуги в развитии физической культуры и спорта, высокие спортивные достижения на XXVII Всемирной летней универсиаде 2013 года в городе Казани[18]
- Благодарность Президента Российской Федерации (14 сентября 2020 года) — за большой вклад в развитие физической культуры и спорта, многолетнюю добросовестную работу[19]
- Отличник физической культуры и спорта (Министерство спорта Российской Федерации, 27 июля 2017 года) — за многолетнюю плодотворную работу и успехи в развитии физической культуры и спорта[20]